# Lavajärvi (sjö i Suomussalmi, Kajanaland, Finland)
Lavajärvi eller Lavojärvi är en sjö i Finland. Den ligger i kommunen Suomussalmi i landskapet Kajanaland, i den nordöstra delen av landet, 600 km norr om huvudstaden Helsingfors. Lavajärvi ligger 230 meter över havet. Arean är 24,6 hektar och strandlinjen är 3,39 kilometer lång. Sjön  ingår i Uleälvens huvudavrinningsområde. 